# Ramón Caride
Ramón Caride Ogando (San Cristóbal de Cea, 1957) es un escritor español en lengua gallega.

## Trayectoria
Licenciado en Biología por la Universidad de Santiago de Compostela, trabajó como profesor de secundaria hasta finales de 2017 en el IES Ramón Cabanillas. Animador de múltiples actividades culturales, fue el primer presidente de la asociación cultural A Santa Compaña de Cambados, donde reside; y uno de los impulsores de la revista homónima. Fue columnista en diarios como El Mundo, Faro de Vigo u O Correo Galego. Creó las series periodísticas Blues da fronteira (La Voz de Galicia), O libro de area (Faro de Vigo) y colaboró en diversos suplementos culturales (Galicia Literaria, Faro das Letras, La Ría del Ocio, Arousa-Un mar de cultura).

## Obra

### Poesía
- Paisaxe de verde chuvia (1986). Porriño, Imp.A.G.Palacios. ISBN 8439877064. Prólogo de Manuel María. Dibujos de Miguel Carballo. 61 págs.
- Todo quanto há no mundo (1989).
- Cerne das labaradas (1994). Espiral Maior. ISBN 978-84-88137-36-4.
- Flor no deserto (1995) Concello de Ourense.
- Xeografías do sal (1999). Deputación da Coruña. 97 págs. ISBN 978-84-95335-15-9.
- Diacrónica (2002).
- As máscaras de Cronos. Poemas 1994-2005 (2006). Xerais. 299 págs. ISBN 978-84-9782-514-6. Recopilación de tres libros publicados (Cerne das labaredas, Flor no deserto y Xeografías de sal) y dos con textos inéditos o solo publicados en revistas y libros colectivos (Diacrónica y Addenda).
- Criptografías (2010). Follas Novas. 78 págs. ISBN 978-84-92794-05-8.
- A chuvia humana (2012).Toxosoutos. 164 págs. ISBN 978-84-92792-69-6.
- A chuvia integral (2022). Medulia. 66 págs. ISBN 978-84-125253-7-3.

### Narrativa
- Os ollos da noite (1990). Ir Indo (relatos). 135 págs. ISBN 978-8476800317.
- Crónicas de sucesos (1991). Ir Indo (relatos). 176 págs. ISBN 978-8476800591.
- Soños eléctricos (1992). Xerais (novela de ficción científica). Premio Blanco Amor.
  - En castellano: Sueños eléctricos (2018). Pigmalión. 206 pags. ISBN 9788417397531.
  - En asturiano: Suaños eléctricos (1994). Editora del Norte.
- Lumefrío (1994). Xerais (relatos). 173 págs. ISBN 978-84-7507-838-0.
- Fendas no tempo (1995). Espiral Maior (relatos). 86 págs. ISBN 978-84-88137-64-7.
- Sarou (1997). Xerais (novela curta). Reeditado con más textos bajo el título Sarou/Louzós en 2012 en la misma editora. 184 págs. ISBN 978-84-9914-400-9.
- Negros espellos, 2001, Xerais (relatos). Col. Peto. 192 págs. ISBN 978-84-8302-671-7.
- Escáner (2002). Xerais (relatos). Col. Peto. 184 págs. ISBN 978-84-8302-891-9.
- O sangue dos camiños, 2003, Sotelo Blanco. Reeditada en 2014 en Edicións Xerais. 224 págs. ISBN 978-84-9914-427-6. ePub: ISBN 978-84-9914-651-5.
  - En castellano: Tiempos de fuga (2008). Almadía.
  - En portugués: Tempos de fuga (2004). Deriva.
- Boca da noite (2003) Everest (relatos). 128 págs ISBN 978-8440304377.
- Dedre (2004) Xerais (relatos). 120 págs. ISBN 978-84-9782-247-3.
- O frío azul (2008). Sotelo Blanco (novela corta). 128 págs. ISBN 978-84-7824-540-6. No 2015 en Urco Editora, 136 págs. ISBN 9788415699187.
  - En castellano: El frío azul. (2011). Anaya. 104 págs. ISBN 978-8466794794.
- Tiempos de fuga (en castellano) (2008). Almadía. 250 págs. ISBN 978-607-411-006-7.
- Flash-Black 13 (2014). Urco. 208 páxs. ISBN 978-84-15699-49-1.
- Liquidación de existencias (2016). Xerais (relatos). 152 págs. ISBN 978-84-9914-967-7. ePub: ISBN 978-84-9914-969-1.
- Terra queimada (2017). Edicións Embora. 86 págs. ISBN 978-84-16456-51-2.

### Literatura infantil y juvenil
- Perigo vexetal (1995). Xerais (narrativa juvenil). Col. Merlín. Ilustrador Miguelanxo Prado. 112 págs. 14.ª ed. ISBN 978-84-9782-495-8. ePub: ISBN 978-84-9914-786-4.
  - En castellano: Peligro vegetal (2003). Anaya. ISBN 978-84-667-2560-6.
  - En esukera: Izurri berdea: Said eta Xeilaren abentura bat (1999). Elkar, Col. Xaguxar.
  - En portugués: Perigo vegetal (2003) Deriva.
- Ameaza na Antártida, 1997, Xerais. Col Merlín. (Narrativa juvenil). 128 págs. 11.ª ed. en 2000. Ilustrador Miguelanxo Prado. ISBN 978-84-8302-564-2.
  - En castellano: Amenaza en la Antártida (2009). Anaya. 152 págs. ISBN 978-84-667-8431-3. Trad. María Jesús Fernández.
  - En portugués: Ameaça na Antártida (2012). Deriva, Porto. ISBN 978-9729250798.
- Parnasur (1998), edición de autor. Con Emílio Xosé Ínsua.
- O futuro roubado (1999).  Xerais (narrativa juvenil). Col. Merlín. 160 págs. 7.ª ed. en 2002. ISBN 978-84-8302-743-1.
  - En castellano: El futuro robado (2007). Anaya.
- A incerteza dos paraísos (2001). Everest Galicia (narrativa juvenil). 104 págs. ISBN 978-84-403-0399-8.
- As aventuras de Said e Sheila (2001). Xerais (narrativa juvenil). 360 págs. ISBN 978-8483027066.
- Historia dunha sobreira (2001) Everest (teatro infantil). 84 págs. ISBN 978-84-403-0401-8.
- Micifú e os seus amigos (2001). Everest (narrativa infantil). 48 págs. ISBN 978-8440304001.
- Ruki, o rato robot (2003). Casals (narrativa infantil). ISBN 978-84-218-2711-6.
- O cabo da Serpe (2004) Everest (narrativa infantil). 48 págs. ISBN 9788440305206.
- A negrura do mar (2004). Xerais. 4.ª ed. en 2006. Col. Merlín, infantil y juvenil. 168 págs. Ilustraciones de Miguel Anxo Prado. ISBN 978-84-9782-496-5.
  - En castellano: La negrura del mar (2014). Anaya. ISBN 978-84-678-6134-1.
- Un coelliño na beiramar (2007). Everest Galicia (narrativa infantil). ISBN 9788440305336.
- O bastón dos desexos (2008). Planeta-Oxford (narrativa infantil). 57 págs. Ilustrador Manuel Uhía. ISBN 978-84-9811-136-1.
- Bertiño Rompetodo (2008). Xerais (narrativa infantil). Col. Merlín. Ilustradora Chus Ferrín. 32 págs. ISBN 978-84-9782-741-6.
- Andanzas de Xan Farrapeiro (2009). Xerais (narrativa infantil). Col. Sopa de libros. 3.ª ed. Ilustradora Marisa Irimia. 96 págs. ISBN 978-84-9782-555-9.
- O tareco de Sara (2009). Everest. 48 págs. ISBN 978-84-403-1117-7
- Do A ao Z con Cabanillas (2010). Col. Clásicos en voces contemporáneas. Everest. 60 págs. ISBN 978-84-403-1139-9.
- Exogamia 0.3 (2011). Xerais (narrativa juvenil). Col. Fóra de Xogo. 96 págs. Ilustrador Manuel Busto. ISBN 978-84-9914-222-7.
- Catro amigos pillabáns (2012). Xerais (narrativa infantil). Col. Sopa de libros. Ilustrador Manolo Uhía. 64 págs. 2.ª ed. ISBN 978-84-9914-339-2.
- A pomba dona Paz (2012). Xerais. Col Merlín. (Narrativa infantil). 40 págs. Ilustrador Pepe Carreiro. ISBN 978-84-9914-332-3.
- O Capitán Aspanitas e o misterio das Burgas (2013). Xerais (narrativa infantil). 96 págs. ISBN 9788499144610
- O castelo do asombro (2013). Tambre (narrativa infantil). 94 págs. ISBN 978-84-9046-029-0.
- Endogamia 0.2 (2013). Xerais (narrativa juvenil). Col. Fóra de Xogo. Ilustrador Manuel Busto. 112 págs. ISBN 978-84-9914-494-8. ePub: ISBN 978-84-9914-544-0.
- As viaxes de Ruki (2014). Xerais (narrativa infantil). Col. Sopa de libros. 3.ª ed. Ilustrador Manolo Unhía. 104 págs. ISBN 978-84-9914-599-0.
- Ari e o minotauro (2015) Tambre (narrativa juvenil). 94 págs. ISBN 978-84-9046-084-9.
- O soño das cores (2016). Urco. Ilustraciones de Jaime Asensi. 44 págs. ISBN 978-8415699859.
- O camiño da Estadea. O regreso de Sheila e Said (2016). Xerais (infantil y juvenil). Col. Fóra de Xogo. 192 págs. ISBN 978-84-9121-092-4. ePub: ISBN 978-84-9121-086-3.
- Sara ten un segredo (2018). Xerais (infantil). Col. Sopa de Libros. Ilustradora María Lires. 64 págs. ISBN 978-84-9121-384-0.
- Singamia 1.1 (2019). Xerais. Col. Fóra de Xogo. 136 págs. ISBN 978-84-9121-460-1. ePub: ISBN 978-84-9121-471-7.
- As músicas viaxeiras (2021). Xerais. Col. Merlín. 144 págs. ISBN 978-84-9121-962-0. ePub: ISBN 978-84-9121-965-1. Ilustraciones de Dani Padrón.

### Ensayo
- O gume dos espellos (2010). Toxosoutos. 207 págs. ISBN 978-84-92792-43-6.

### Obras colectivas
- Narradores de cine, 1996, Xerais.
- Unha liña no ceo (58 narradores galegos 1979-1996), 1996, Xerais.
- E dixo o corvo..., 1997, Junta de Galicia.
- Novo do trinque, 1997, BNG.
- Historias para calquera lugar, 2001, Xerais.
- Palabras con fondo, 2001, Fondo Galego de Cooperación e Solidariedade.
- Longa lingua, 2002, Xerais.
- Alma de beiramar, 2003, Asociación de Escritores en Lingua Galega.
- Homenaxe poética ao trobador Xohan de Requeixo, 2003.
- Narradio. 56 historias no ar, 2003, Xerais.
- Uxío Novoneyra. A emoción da Terra, 2004, AELG.
- Querido cronopio, en Contos de circo, cronopios e avións, 2005, Junta de Galicia.
- Escrita Contemporánea, Homenaxe a Ánxel Casal, 2005, Asociación de Escritores en Lingua Galega.
- Poetas e Narradores nas súas voces. II, 2006, Consello da Cultura Galega.
- Volverlles a palabra. Homenaxe aos represaliados do franquismo, 2006, Difusora.
- Educación e Paz III. Literatura galega pola Paz, 2008, Xerais.
- Marcos Valcárcel. O valor da xenerosidade, 2009, Difusora.
- En defensa do poleiro, 2010, Toxosoutos.
- Tamén navegar, 2011, Toxosoutos.
- Vivir un soño repetido. Homenaxe a Lois Pereiro, 2011, Asociación de Escritores en Lingua Galega, libro electrónico.
- A cidade na poesía galega do século XXI, 2012, Toxosoutos.
- Plug & Play. Antoloxía galega de ciencia ficción erótica, 2015, Urco Editora/Contos Estraños.
- Contos do Sacaúntos. Romasanta, o criminal, 2016, Urco.
- A Voz dos Mundos, 2016, Através.
- Xeografías do deserto, 2016, libro-CD.
- Os aforismos do riso futurista, 2016, Xerais.

## Premios
- Premio Blanco Amor en 1992 por Soños eléctricos.
- Premio de Poesía Cidade de Ourense en 1994 por Flor no deserto.
- Premio Merlín en 1995 por Perigo vexetal.
- Accésit del Premio Miguel González Garcés en 1998 por Xeografías do sal.
- Premio Risco de Literatura Fantástica en 2003 por O sangue dos camiños.
- Premio Literario Frei Martín Sarmiento (de 11 a 13 años) por A negrura do mar.
- Premio de novela curta Manuel Lueiro Rey en 2007 por O frío azul.
- Premio Frei Martín Sarmiento de 1.º y 2.º de Primaria en 2014 por A pomba dona Paz.
- Premio Insua dos Poetas en la categoría de Literatura en 2022.